# Carolina Cupane
Carolina Cupane, auch Cupane-Kislinger (* 1948 in Palermo) ist eine italienische Byzantinistin.

## Leben
Caroline Cupane absolvierte ein Studium der Klassischen und Byzantinischen Philologie an der Universität Palermo. Dort wurde sie 1970 mit einer Dissertation zu den Aithiopika des Heliodor promoviert. 1976 kam sie zwecks eines Postdoc-Studiums an das Institut für Byzantinistik und Neogräzistik der Universität Wien. Seit 1994 war sie Universitätsdozentin an diesem Institut, von 1999 bis 2013 zugleich am Institut für Mittelalterforschung, Abteilung Byzanzforschung der Österreichischen Akademie der Wissenschaften in Wien tätig. Seit 2014 befindet sie sich im Ruhestand.
Ihre Forschungsschwerpunkte sind die byzantinische Literatur, insbesondere die volkssprachliche Literatur, die erzählende Literatur (vor allem der byzantinische Roman), der Literaturvergleich, die Wanderung von erzählerischen Motiven zwischen Ost und West.
Cupane ist verheiratet mit dem österreichischen Byzantinisten Ewald Kislinger.

## Schriften (Auswahl)
- La cronologia delle Etiopiche di Eliodoro. Diss. masch. Palermo 1970.
- Das Register des Patriarchats von Konstantinopel. Indices, 1. und 2. Teil (2. Teil mit Elisabeth Schiffer) (1315–1350) (= Corpus Fontium Historiae Byzantinae XIX/1. 2, Beiheft). Wien 1981. 1995.
- mit Herbert Hunger, Otto Kresten, Ewald Kislinger): Das Register des Patriarchats von Konstantinopel, II. Edition und Übersetzung der Dokumente aus den Jahren 1337–1350 (= Corpus Fontium Historiae Byzantinae XIX/2). Wien 1995.
- Romanzi cavallereschi bizantini. Callimaco e Crisorroe. Beltandro e Crisanza. Storia di Achille. Florio e Platziaflore. Storia di Apollonio di Tiro. Favola consolatoria sulla Cattiva e la Buona Sorte. Testi, traduzioni e note a cura di Carolina Cupane. Ute, Torino 1995.
- mit Erich Trapp, S. Schönauer, Elisabeth Schiffer et al.: Lexikon zur Byzantinischen Gräzität. Fasz. 5–8, Wien 2005–2017.
- mit Bettina Krönung (Hrsg.): Fictional Storytelling in the Medieval Eastern Mediterranean and Beyond (Brill’s Companions to the Byzantine World 1). Brill, Leiden und Boston 2016.